# Nordestina
Nordestina är en kommun i Brasilien.   Den ligger i delstaten Bahia, i den östra delen av landet, 1 100 km nordost om huvudstaden Brasília. Antalet invånare är 12 398.
Omgivningarna runt Nordestina är huvudsakligen savann. Runt Nordestina är det ganska glesbefolkat, med 27 invånare per kvadratkilometer.